# ICC Women’s T20 World Cup Qualifier 2019
Die ICC Women’s T20 World Cup Qualifier 2019 war das Qualifikationsturnier für den ICC Women’s T20 World Cup 2020, der Weltmeisterschaft im Twenty20-Cricket für Frauen und wurde zwischen dem 31. August und 7. September 2019 in Schottland ausgetragen. Im Finale konnte sich Bangladesch mit 70 Runs gegen Thailand durchsetzen, wobei sich beide Mannschaften für die Endrunde qualifizierten.

## Teilnehmer
Für den Wettbewerb qualifizierten sich insgesamt acht Mannschaften. Neben dem Ausrichter qualifizierten sich die beiden letztplatzierten Mannschaften des ICC Women’s World Twenty20 2018 direkt:
| - Bangladesch - Irland - Schottland |

Über weitere Qualifikationsturniere qualifizierten sich die folgenden fünf Mannschaften:
| - Thailand - Namibia - Papua-Neuguinea - Vereinigte Staaten - Niederlande |

Dabei qualifizierte sich aus Afrika zunächst Simbabwe, die jedoch nachdem ihr Verband auf Grund von politischer Einflussnahme auf denselben suspendiert wurde, vom Turnier am 6. August 2019 disqualifiziert wurden.

## Austragungsmodus
In die zwei Vorrundengruppen werden jeweils vier Teams gelost, in denen Jeder gegen Jeden jeweils ein Spiel absolvierte. Dabei gab es für die siegreiche Mannschaft zwei Punkte, für die unterlegene keinen. Konnte kein Sieger festgestellt werden (beispielsweise durch Regenabbruch) erhielten beide Mannschaften je einen Punkt. Sollte nach den gespielten Innings beider Mannschaften beide die gleiche Anzahl von Runs erzielt haben, folgt ein Super Over. Nach der Vorrunde qualifizierten sich jeweils die besten beiden Mannschaften beider Gruppen für das Halbfinale, wobei bei Punktgleichheit die Net Run Rate entscheidend war. Die beiden Sieger der Halbfinals spielten anschließend das Finale aus. Beide Finalteilnehmer qualifizieren sich für das Hauptturnier.

## Vorrunde

### Gruppe A
Tabelle
| Gruppe A           | Sp. | S | N | NR | P | NRR    |
| ------------------ | --- | - | - | -- | - | ------ |
| Bangladesch        | 3   | 3 | 0 | 0  | 6 | +2.821 |
| Papua-Neuguinea    | 3   | 2 | 1 | 0  | 4 | +0.445 |
| Schottland         | 3   | 1 | 2 | 0  | 2 | +0.377 |
| Vereinigte Staaten | 3   | 0 | 3 | 0  | 0 | −3.064 |

Spiele
| 31. August Scorecard | Dundee | Schottland 60-3 (7/7)          | – | Vereinigte Staaten 30-5 (7/7) |
|                      |        | Schottland gewinnt mit 30 Runs |   |                               |

| 1. September Scorecard | Arbroath | Schottland 101-5 (20)                 | – | Papua-Neuguinea 102-4 (19.3) |
|                        |          | Papua-Neuguinea gewinnt mit 2 Wickets |   |                              |

| 1. September Scorecard | Arbroath | Vereinigte Staaten 46 (19.5)      | – | Bangladesch 48-2 (8.2) |
|                        |          | Bangladesch gewinnt mit 8 Wickets |   |                        |

| 2. September Scorecard | Dundee | Bangladesch 103-8 (16.3/16.3)               | – | Papua-Neuguinea 52-5 (8/8) |
|                        |        | Bangladesch gewinnt mit 6 Runs (D/L method) |   |                            |

| 3. September Scorecard | Dundee | Bangladesch 104-4 (17/17)                    | – | Schottland 49-6 (8/8) |
|                        |        | Bangladesch gewinnt mit 13 Runs (D/L method) |   |                       |

| 3. September Scorecard | Arbroath | Papua-Neuguinea 133-3 (20)                       | – | Vereinigte Staaten 94-7 (17/17) |
|                        |          | Papua-Neuguinea gewinnt mit 22 Runs (D/L method) |   |                                 |

### Gruppe B
Tabelle
| Gruppe B    | Sp. | S | N | NR | P | NRR    |
| ----------- | --- | - | - | -- | - | ------ |
| Thailand    | 3   | 3 | 0 | 0  | 6 | +1.522 |
| Irland      | 3   | 2 | 1 | 0  | 4 | +0.905 |
| Niederlande | 3   | 1 | 2 | 0  | 2 | −0.615 |
| Namibia     | 3   | 0 | 3 | 0  | 0 | −1.503 |

Spiele
| 31. August Scorecard | Arbroath | Thailand 76-0 (9/9)          | – | Niederlande 46-5 (9/9) |
|                      |          | Thailand gewinnt mit 30 Runs |   |                        |

| 31. August Scorecard | Arbroath | Namibia 83-9 (20)            | – | Irland 86-3 (14.3) |
|                      |          | Irland gewinnt mit 7 Wickets |   |                    |

| 1. September Scorecard | Arbroath | Thailand 99-6 (20)           | – | Namibia 61 (19.2) |
|                        |          | Thailand gewinnt mit 38 Runs |   |                   |

| 1. September Scorecard | Arbroath | Irland 120-6 (20)          | – | Niederlande 101-5 (20) |
|                        |          | Irland gewinnt mit 19 Runs |   |                        |

| 3. September Scorecard | Dundee | Thailand 92-7 (17/17)                    | – | Irland 90-9 (17/17) |
|                        |        | Thailand gewinnt mit 2 Runs (D/L method) |   |                     |

| 3. September Scorecard | Arbroath | Namibia 91-8 (20)                 | – | Niederlande 95-4 (17.1) |
|                        |          | Niederlande gewinnt mit 6 Wickets |   |                         |

## Halbfinale um 5. bis 8. Platz
| 5. September Scorecard | Arbroath | Vereinigte Staaten 90-4 (20)      | – | Niederlande 91-1 (17.4) |
|                        |          | Niederlande gewinnt mit 9 Wickets |   |                         |

| 5. September Scorecard | Arbroath | Namibia 67 (17.4)                 | – | Schottland 68-0 (8.4) |
|                        |          | Schottland gewinnt mit 10 Wickets |   |                       |

## Halbfinale
| 5. September Scorecard | Dundee | Irland 85 (20)                    | – | Bangladesch 86-6 (18.3) |
|                        |        | Bangladesch gewinnt mit 4 Wickets |   |                         |

| 5. September Scorecard | Dundee | Papua-Neuguinea 67-7 (20)      | – | Thailand 68-2 (17.3) |
|                        |        | Thailand gewinnt mit 8 Wickets |   |                      |

## Spiel um Platz 7
| 7. September Scorecard | Arbroath | Namibia 84-7 (20)                        | – | Vereinigte Staaten 85-4 (18.5) |
|                        |          | Vereinigte Staaten gewinnt mit 6 Wickets |   |                                |

## Spiel um Platz 5
| 7. September Scorecard | Arbroath | Schottland 167-4 (20)          | – | Niederlande 97 (19.4) |
|                        |          | Schottland gewinnt mit 70 Runs |   |                       |

## Spiel um Platz 3
| 7. September Scorecard | Dundee | Papua-Neuguinea 85-5 (20)    | – | Irland 86-2 (11.1) |
|                        |        | Irland gewinnt mit 8 Wickets |   |                    |

## Finale
| 7. September Scorecard | Dundee | Bangladesch 130-5 (20)          | – | Thailand 60-7 (20) |
|                        |        | Bangladesch gewinnt mit 70 Runs |   |                    |